# Михайловский, Владимир Евгеньевич
Владимир Евгеньевич Миха́йловский (род. 22 июня 1989) — российский футболист, защитник итальянского клуба серии D «Вальмонтоне».

## Биография
В 2006 году выступал за «Крылья Советов-СОК» Димитровград во втором дивизионе. Сыграл 9 матчей. Также играл в Кубке России. В сезоне 2006/07 в 1/256 финала против нижегородской «Волги». В 2007 играл в турнире дублёров за «Крылья Советов». Там провёл три матча. После этого вернулся в «Академию» и там провёл один сезон, сыграв 20 матчей и забив 4 гола.
В 2009 году уехал в Сан-Марино и стал игроком столичного «Тре Пенне». В 2010 сыграл один матч в Лиге Европы. 22 июля его клуб встречался с боснийским «Зриньски» и проиграл дома 2:9. В 2013 году сыграл за сборную Сан-Марино в Кубке регионов УЕФА.
По итогам сезона 2012/13 был признан лучшим легионером сан-маринского чемпионата.
Сезон 2014/15 начал в клубе итальянской Эччеленцы «Годзано».

## Достижения
- Чемпион Сан-Марино (2): 2011/12, 2012/13
- Обладатель Суперкубка Сан-Марино (1): 2013
- Чемпион Серии D (группа A): 2017/18

## Клубная статистика
| Выступление        | Выступление          | Выступление      | Лига | Лига | Кубок страны | Кубок страны | Суперкубок | Суперкубок | Еврокубки | Еврокубки | Итого | Итого |
| Клуб               | Лига                 | Сезон            | Игры | Голы | Игры         | Голы         | Игры       | Голы       | Игры      | Голы      | Игры  | Голы  |
| ------------------ | -------------------- | ---------------- | ---- | ---- | ------------ | ------------ | ---------- | ---------- | --------- | --------- | ----- | ----- |
| Крылья Советов-СОК | Второй дивизион      | 2006             | 9    | -    | 1            | -            | —          | —          | —         | —         | 10    | 0     |
| Крылья Советов-СОК | Итого                | Итого            | 9    | -    | 1            | -            | —          | —          | —         | —         | 10    | 0     |
| Крылья Советов     | Турнир дублёров      | 2007             | 3    | -    | —            | —            | —          | —          | —         | —         | 3     | 0     |
| Крылья Советов     | Итого                | Итого            | 3    | -    | —            | —            | —          | —          | —         | —         | 3     | 0     |
| Академия           | Второй дивизион      | 2008             | 20   | 4    | —            | —            | —          | —          | —         | —         | 20    | 4     |
| Академия           | Итого                | Итого            | 20   | 4    | —            | —            | —          | —          | —         | —         | 20    | 4     |
| Тре Пенне          | Чемпионат Сан-Марино | 2009/10          | 14   | 3    | 6            | -            | —          | —          | —         | —         | 20    | 3     |
| Тре Пенне          | Чемпионат Сан-Марино | 2010/11          | 21   | -    | 6            | 1            | —          | —          | 1         | -         | 28    | 1     |
| Тре Пенне          | Чемпионат Сан-Марино | 2011/12          | 24   | 1    | 9            | -            | —          | —          | 1         | -         | 34    | 1     |
| Тре Пенне          | Чемпионат Сан-Марино | 2012/13          | 14   | -    | 4            | 1            | 1          | -          | 1         | -         | 20    | 1     |
| Тре Пенне          | Итого                | Итого            | 73   | 4    | 25           | 2            | 1          | -          | 3         | -         | 102   | 6     |
| Всего за карьеру   | Всего за карьеру     | Всего за карьеру | 105  | 8    | 26           | 2            | 1          | -          | 3         | -         | 135   | 10    |